# Federico II de Vaudémont
Federico (Ferry) II de Vaudémont (c. 1428 - 31 de agosto de 1470), también conocido como Federico II de Lorena, fue Conde de Vaudémont y Señor de Joinville desde 1458 a 1470. Era hijo de  Antonio de Lorena, conde de Vaudémont y Señor de Joinville y María de Harcourt, condesa de Aumale y la baronesa de Elbeuf. A veces se numera Federico V por la continuidad con los duques de Lorena.
En 1445, se casó con su prima, Yolanda de Anjou (1428-1483), hija de Renato I de Anjou, (rey de Nápoles, duque de Anjou, de Bar y de Lorena, conde de Provenza), y de Isabel de Lorena. Este matrimonio puso fin al litigio existente entre los padres de la novia y el novio, en relación con la sucesión del Ducado de Lorena. Tuvieron seis hijos:
- Pedro, d.1451
- Renato II de Lorena (1451-1508), duque de Lorena.[2]
- Nicolás, señor de Joinville y Bauffremont, fallecido alrededor de 1476
- Juana (1458-1480), casada con Carlos V de Maine en 1474.[3]
- Yolanda, casada Guillermo II, landgrave de Hesse en 1497
- Margarita (1463-1521), se casó con Renato de Alençon en 1488

En 1453 su suegro le otorgó el mando de las tropas que envió al  Delfín Luis para ayudarlo a luchar contra el duque Luis de Saboya.
En 1456 Renato confió el gobierno del Ducado de Bar a Federico, y en 1459 le concedió el título honorífico de teniente general de Sicilia.